# Paraimene charlesae
Paraimene charlesae är en kräftdjursart som beskrevs av Brian Frederick Kensley och Marilyn Schotte1994. Paraimene charlesae ingår i släktet Paraimene och familjen klotkräftor. Inga underarter finns listade i Catalogue of Life.